# هوراسيو وايت
هوراسيو وايت (بالإسبانية: Horacio White)‏ هو سباح أرجنتيني، ولد في 2 أبريل 1927، وتوفي في 26 أغسطس 2017.

## روابط خارجية
- هوراسيو وايت على موقع الاتحاد الدولي للسباحة (الإنجليزية)
- هوراسيو وايت على موقع أوليمبيديا (الإنجليزية)